# 九龍巴士33A線
九龍巴士33A線是由九巴營運的一條香港巴士路線，來往荃灣（如心廣場）及旺角（柏景灣）。

## 歷史

### 早期發展
33A線所屬的33系列是中葵涌交通的開荒鼻祖。33號線早於1963年9月1日（開學日）起開辦，以配合荃灣及大窩口發展，當時往來荃灣碼頭及深水埗碼頭，取道青山公路（荃灣至蝴蝶谷段）往來，主要是疏導當時16（元朗至佐敦道碼頭）及16A（荃灣西約至佐敦道碼頭）的龐大客量。及至中葵涌一帶發展，加上配合葵涌道及荔枝角大橋通車，葵涌道在1968年通車時，中葵涌區的道路網及屋邨也逐漸落成。九巴把原有行駛荃灣碼頭至深水埗碼頭，取道青山公路的33線，改經葵涌道及中葵涌，成為第一條服務中葵涌往市區的巴士線。

### 全盛時期
隨著愈來愈多居民陸續遷入中葵涌的屋邨，加上葵涌區工業開始蓬勃，通勤人潮倍增，33線也不斷加強服務，先在1968年12月增派雙層巴士行駛，後更於1970年初的兩年內加開三條輔助線，為33A（中葵涌大窩口↔深水埗碼頭，1971年1月15日開辦）、33B（葵興邨↔深水埗碼頭，1971年12月1日開辦）及33C（葵芳邨↔深水埗碼頭，1972年9月11日開辦），皆於早上時段行走。
不過該等支線客量都只集中在平日九龍方向，因此到1975年2月16日33A、33B、33C取消假日服務，而33B及33C更取消往葵涌方向的班次。話雖如此，當時33系列路線，班次分別為7-8、12、12、10分鐘一班。早上由葵芳出九龍，四者之聯合班次還是2.4分鐘一班，可見當時的龐大需求，比今天的港鐵非繁時段還要密。其後因荔景山發展，33B線於1976年繞經荔景山路，而33A線亦隨後來回程改經貨櫃碼頭路。地鐵（現稱港鐵）修正早期系統通車後，又增設33M，前往旺角站。1970年代中至1980年代中，是33系列的黃金時期，全線系列九巴由最初的亞比安及薛頓柏尼四型單層巴士起轉用丹拿E型，最後均派出九巴當時嶄新且載客量最高的丹拿珍寶巴士行走。
當時33A是早上繁忙時間（07:00-08:00）由大窩口徙置區往來深水埗碼頭，當時大窩口徙置區總站先後設在現大窩口富安樓分站、石頭街（大窩口邨第20座對出（今葵蓉苑））及大廈街（大窩口邨第七座對出（今葵賢苑））。

### 衰落
33系列的黃金時期因地鐵荃灣綫通車而告終。由於地鐵荃灣綫的覆蓋面較廣，導致33系列的乘客量減少，所以33B及33C於1982年5月16日起永久停駛，33A則與33M合併走線，延長至來往大角咀碼頭及荃灣碼頭，不再途經貨櫃碼頭路，並提升至每天全日服務。
1980年代中期，33及33A線還要面對三個極大的挑戰。首先，兩線所服務的中葵涌的屋邨，都是1960年代末至1970年代初的產物，當時為了從速安置居民，樓宇的建造質素相當惡劣，在1980年代中，房屋署揭發了441座問題公屋，大部份皆在葵涌，所有樓宇必須重建，居民遷到其他新市鎮居住。中葵涌的人口下降，交通需求自然減少。再者，葵涌一帶的工業大廈於1980年代後期開始空置，而來往大角咀碼頭的渡輪航線亦因地鐵通車，客量大減而縮減航班，對於受地鐵影響極大的33及33A線來說，客量更見打擊，往返深水埗的元老路線33線最終支撐不住，於1991年6月6日永久停駛，33A線獨力提供中葵涌往來市區的巴士服務達六年之久，直至西區海底隧道於1997年通車，城巴開辦930線，才結束這一個局面。
此路線於90年代末期至2000年總站曾經多返改動：
- 1995年5月8日：九龍總站遷往大角咀臨時總站。
- 1998年7月19日：九龍總站遷往奧運站。
- 2000年3月19日：荃灣總站遷往如心廣場。
- 2000年7月9日：九龍總站遷往旺角柏景灣。
- 2000年8月27日：來回程繞經奧運站。

早年大量紅色小巴線開辦在大窩口邨及葵涌邨的服務，踏入21世紀，九巴卻因區內已有紅色小巴而不斷甚至私自削減班次，導致區內交通供不應求。

### 近年發展
本線開辦數十年來在荃灣市中心行經沙咀道，直至2010年2月18日起來回程改經楊屋道，以配合楊屋道一帶私人屋苑入伙，但當時大窩口邨富安樓與下一站橫龍街相距甚遠，令前往荃榮街一帶的乘客不便，服務反而出現倒退，所以在2010年7月11日於德士古道近聖公會荊冕堂加設分站以方便乘客。
2011年8月22日本線提升至全線空調服務。
2015年12月31日：增設到站時間預報。
（按：33線的編號已被重新套用往一條往返荃灣和油塘的巴士路線，由九巴營運，於2019年7月22日投入服務，只於平日服務，星期六、日及公眾假期以33B名義行走）

## 服務時間及班次
| 荃灣（荃灣（如心廣場））開 | 荃灣（荃灣（如心廣場））開 | 荃灣（荃灣（如心廣場））開 | 旺角（柏景灣）開 | 旺角（柏景灣）開 | 旺角（柏景灣）開 |
| 日期                       | 服務時間                   | 班次（分鐘）               | 服務日期         | 服務時間         | 班次（分鐘）     |
| -------------------------- | -------------------------- | -------------------------- | ---------------- | ---------------- | ---------------- |
| 星期一至五                 | 05:40-07:20                | 20                         | 星期一至五       | 05:40-06:55      | 25               |
| 星期一至五                 | 07:20-08:35                | 25                         | 星期一至五       | 06:55-08:35      | 20               |
| 星期一至五                 | 08:35-10:15                | 20                         | 星期一至五       | 08:35-09:50      | 25               |
| 星期一至五                 | 10:15-11:30                | 25                         | 星期一至五       | 09:50-15:50      | 20               |
| 星期一至五                 | 11:30-16:50                | 20                         | 星期一至五       | 15:50-16:44      | 18               |
| 星期一至五                 | 16:50-17:26                | 18                         | 星期一至五       | 16:44-19:00      | 17               |
| 星期一至五                 | 17:26-18:00                | 17                         | 星期一至五       | 19:00-21:00      | 20               |
| 星期一至五                 | 18:00-20:00                | 20                         | 星期一至五       | 21:00-00:20      | 20               |
| 星期一至五                 | 20:00-23:20                | 25                         |                  |                  |                  |
| 星期六                     | 05:40-07:20                | 25                         | 星期六           | 05:40-09:00      | 25               |
| 星期六                     | 07:20-18:20                | 20                         | 星期六           | 09:00-22:40      | 20               |
| 星期六                     | 18:20-23:20                | 25                         | 星期六           | 22:40-00:20      | 25               |
| 星期日及公眾假期           | 05:40-09:00                | 25                         | 星期日及公眾假期 | 05:40-09:00      | 25               |
| 星期日及公眾假期           | 09:00-20:00                | 20                         | 星期日及公眾假期 | 09:00-21:00      | 20               |
| 星期日及公眾假期           | 20:00-23:20                | 25                         | 星期日及公眾假期 | 21:20-00:20      | 25               |

## 收費
全程：$7.4
- 美孚站往旺角（柏景灣）：$7.2
- 旺角警署往旺角（柏景灣）：$5.8
- 怡靖苑往荃灣（如心廣場）：$6.5

| - 本線設有12歲以下小童及65歲或以上長者半價優惠。 - 65歲或以上香港居民使用「樂悠咭」，以及12歲以下合資格殘疾兒童使用「殘疾人士身份」個人八達通繳付車資，均可享有每程$2.0或半價（以較低者為準）的票價優惠；12至64歲合資格殘疾人士使用「殘疾人士身份」個人八達通（包括「樂悠咭」），以及60至64歲香港居民使用「樂悠咭」繳付車資，均可享有每程$2.0或全費（以較低者為準）的票價優惠。 - 65歲或以上長者如使用長者或一般個人八達通繳付車資，則只可享有半價優惠；12至64歲合資格殘疾人士如不使用「殘疾人士身份」個人八達通，以及60至64歲人士如不使用「樂悠咭」繳付車資，必須繳付全費。 - 乘客可以現金或八達通於上車時付款，不設找續。 - 每位成人乘客可免費攜帶最多兩名4歲以下而不佔座位的兒童乘客乘車，超額之4歲以下小童必須繳付小童車費乘車。 - 持有「九巴月票」之乘客在車票有效期內，每日可享最多10程任何九龍巴士及龍運巴士路線（包括本路線，以及聯營路線的九龍巴士／龍運巴士提供的班次；惟乘搭機場「A」及「NA」線則可享原價二七折優惠（不會計算每天10次合資格車程））；而B1線則每日可享最多各2程（不會計算每天10次合資格車程）。 - 九龍巴士、城巴、龍運巴士及陽光巴士全職員工及家屬（不包括外判職員）可免費乘搭本路線，惟必須拍職員或職員家屬八達通。 - 乘客亦可透過多元化電子支付系統（e度嘟）繳付車資，包括使用非接觸式VISA卡、JCB卡、萬事達卡、銀聯卡、美國運通、大來國際、Discover Card、Apple Pay、Google Pay、Samsung Pay、AlipayHK「易乘碼」、支付寶、WeChatHK／微信支付「搭車碼」、銀聯雲閃付「乘車碼」及BOC Pay「乘車碼」。乘客使用此付款方式，使用此支付方式的乘客可享有中途下車之分段收費，以及與其他九巴／龍運獨營路線或聯營線九巴／龍運班次之轉乘優惠，惟不適用於與非九巴／龍運路線之轉乘優惠，亦不能享有「公共交通費用補貼計劃」及「長者及合資格殘疾人士公共交通票價優惠計劃」。 |

本線全程收費（$7.4）略低於一般12-15公里路線的收費（$7.5），而且深水埗怡靖苑往荃灣已設分段收費（$6.5），其他往荃灣/青衣的路線到美孚才設分段收費。

### 八達通轉乘優惠
乘客登上本線後150分鐘內以同一張八達通卡轉乘以下路線，或從以下路線登車後150分鐘內以同一張八達通卡轉乘本線，次程可獲車資折扣優惠：
33A←→18，次程可獲$4.2折扣優惠
- 33A往旺角 → 18往愛民
- 18往深水埗 → 33A往荃灣

33A←→61M，次程可獲$4.2折扣優惠
- 33A往荃灣 → 61M往友愛（南）
- 61M往荔景 → 33A往旺角

2A/6D往美孚 → 33A往荃灣，次程補車資$3.2。

## 使用車輛
承33系列最初派1970年代行走的丹拿珍寶／平頂寶巴士，間歇亦有晚年「長牛」丹拿E型行走，並於1980年代初以「雞車」利蘭勝利二型及丹尼士巨龍11米非空調巴士（S3N）為主帥。另外，本線在1996年曾有一輛特別的前空調「雞車」G544（CM3879）加盟，該車於1998年3月31日退役。
九巴一向都派舊型號的空調巴士（白龍AD及白豪AV）行走本線，直至2008年12月17日因應駛經彌敦道的巴士路線的低地台掛牌車必須是歐盟3型或以上引擎的巴士，所以歐盟2型引擎巴士撤出駛經彌敦道的巴士路線，由於35A、238X線受到路面限制而無法採用富豪超級奧林比安12米巴士，本線換入原行駛42A及249M線的3輛巴士，而原有的歐盟2型引擎巴士則調到249M線。
隨著九巴11米普通巴士因年事已高相繼退役，由2011年7月1日及8月14日起，分別再引入3部及1部空調巴士，令普通巴士只剩下1部（S3N370／GD605）在此路線服役，2011年8月22日更將該部普通巴士換成1部富豪11米空調巴士（AV267／HJ7397）行走，提升至全線空調服務。
現時本線使用8輛富豪B9TL12米（AVBWU）空調巴士；均屬荔枝角車廠。
| 車隊編號 | 車牌   |
| -------- | ------ |
| AVBWU316 | SR8789 |
| AVBWU318 | SR8915 |
| AVBWU319 | SR8956 |
| AVBWU323 | SR8086 |
| AVBWU334 | SW6559 |
| AVBWU335 | SW6793 |
| AVBWU336 | SW7729 |
| AVBWU397 | TF8201 |

## 行車路線

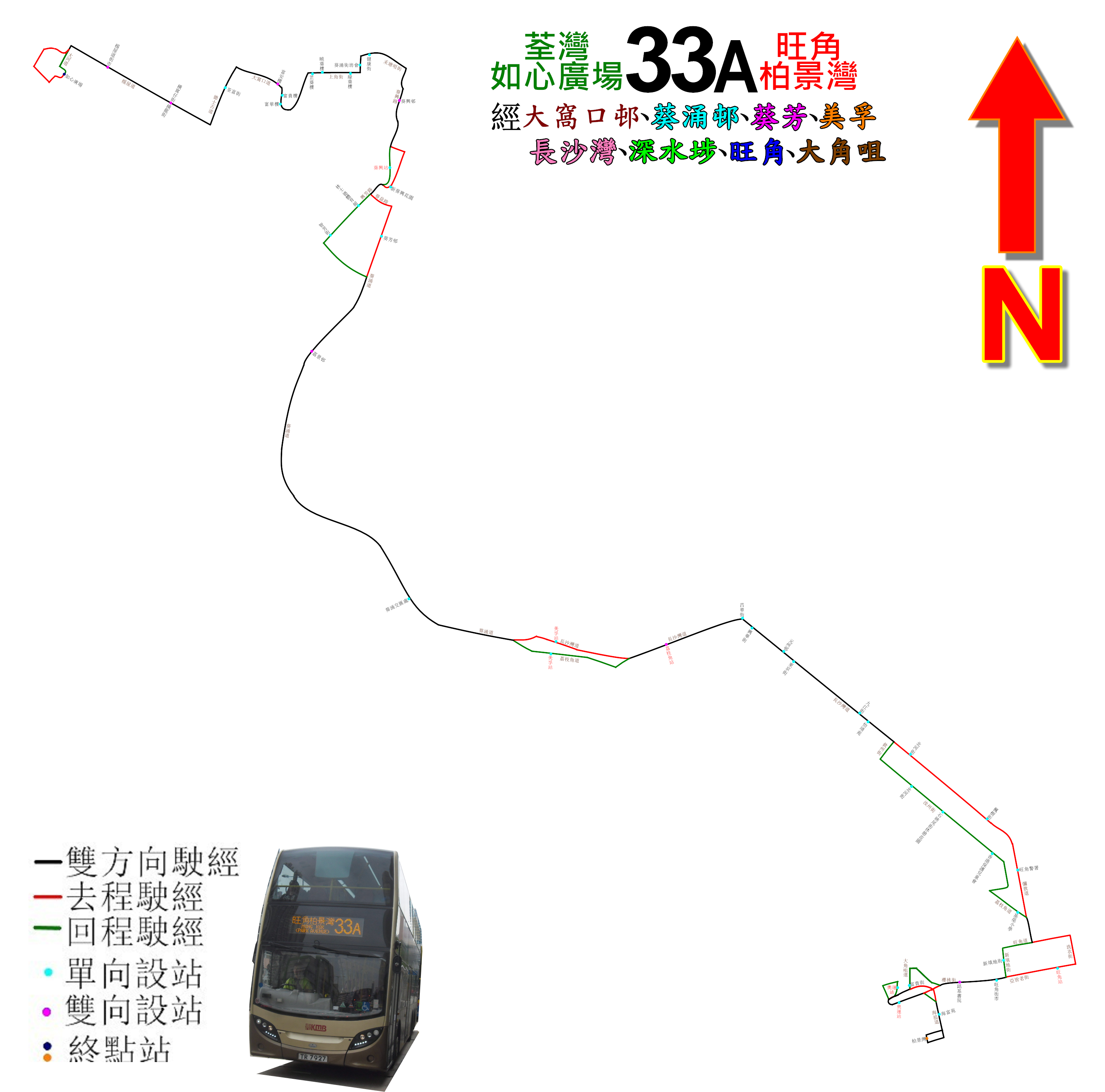
33A線的走線圖

荃灣（如心廣場）開經：大河道、楊屋道、德士古道、大窩口道、上角街、大窩口道、禾塘咀街、葵興路、興芳路、葵益路、葵涌道、長沙灣道、彌敦道、旺角道、洗衣街、亞皆老街、櫻桃街、大角咀道、櫻桃街及海泓道。
旺角（柏景灣）開經：海泓道、櫻桃街、海景街、奧運站公共運輸交匯處、深旺道、櫻桃街、大角咀道、櫻桃街、亞皆老街、新填地街、旺角道、彌敦道、荔枝角道、太子道西、大南街、柏樹街、汝州街、欽州街、長沙灣道、荔枝角道、葵涌道、葵富路、興芳路、葵興站公共運輸交匯處、葵興路、禾塘咀街、大窩口道、上角街、大窩口道、德士古道、楊屋道及大河道。
具體停站請參考資訊框

## 客量
本線是提供來往荃灣市中心、大窩口、葵涌邨、葵興及葵芳和西九龍市區的老牌巴士服務。
自從地鐵荃灣綫建成後，33系列路線中只餘下本線繼續行走，客量亦大不如前。不過自從葵涌邨重建後，本線的客量開始上升。雖然葵涌邨有紅色小巴競爭，但收費較本線貴一倍，故本線成為該邨的主要路線。不過本線班次較疏落，加上不時出現脫班情況，故有不少葵涌邨居民也會登上37線再步行數分鐘前往該邨。
而且本線經常被巴士迷和葵涌邨居民投訴班次不足，車長駕駛態度懶散。但基本上九巴和運輸署對此路線已經採取放棄態度，加上九巴和運輸署極為僵化的作風，部份巴士迷及區議員不斷提出改善此路線服務的建議，但都被九巴和運輸署以「鐵路轉乘」及「使用其他交通工具前住目的地」作為回覆拒絕，而該區卻只有紅色小巴作為另類選擇，但是紅色小巴收費偏高（繁忙時段收$13），是本線之一倍，很多居民都未必能夠長期負擔得起。由於缺乏競爭及巴士公司不作「自我増值」，所以本線的前景黯淡，只有作出改變才能繼續營運。有部分網民更提出改由新創建甚至進智公交營運。但自從九巴陸續換入8部配Wrightbus車身的富豪B9TL 12米（AVBW）低地台全空調〈鵝蛋〉行走以抗衡紅色小巴後，吸引力似乎相對穩定，客量已有所增加，但班次疏落及路線迀迴仍是致命傷。
根據2013及2014年度提交報告發展，本線將可能改為途經西九龍走廊循環線，以提升荃灣市中心及葵涌邨往返旺角特快路線以作抗衡，並計劃於美孚與6號線八達通轉乘優惠，而途經長沙灣及深水埗區工作將由37線接任，有關路線可能延至葵涌邨開出以填補空白，但據悉已受區議會反對而擱置。據2014及2015年度發展報告，九巴對本線因客量進一步縮減而再銳減班次至每30分鐘一班，但受到區議會強烈反對，基本九巴已採取放棄態度，待商討後再決定方案。客量低的問題於2015-2016年未見改善，本路線最繁忙一小時內的乘客率約47%，被評為「乘客量偏低」，直至2019年，本路線最繁忙一小時的載客率約為70%，客量開始有改善。

## 外部連結
九巴
- 九龍巴士33A線（页面存档备份，存于）

其他
- 九龍巴士33A線－681巴士總站（页面存档备份，存于）
- 香港獨立媒體（页面存档备份，存于）